# Catedral de Jaca
Sant Pere de Jaca o simplement catedral de Jaca (província d'Osca, Aragó, Espanya), és una de les construccions més característiques i antigues del romànic a Espanya. Va començar a construir-se gairebé al mateix temps que la de Santiago de Compostel·la a l'últim quart del segle xi com a seu episcopal i cap del Regne d'Aragó per iniciativa del rei Sancho Ramírez que havia obtingut el vassallatge vaticà després del seu viatge a Roma en 1068, de resultes de com li va ser concedida la seu episcopal.

## Història

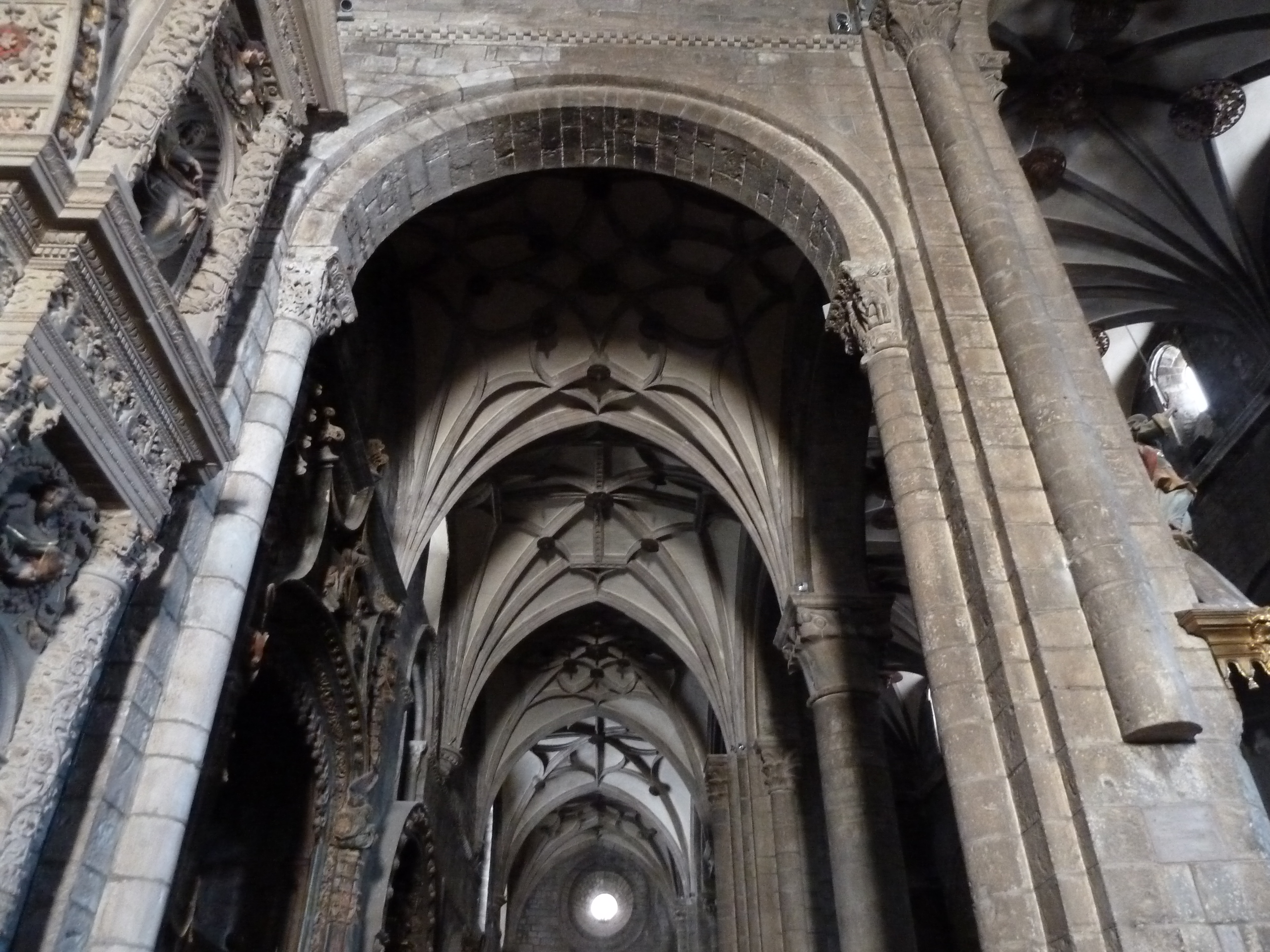
Nau lateral

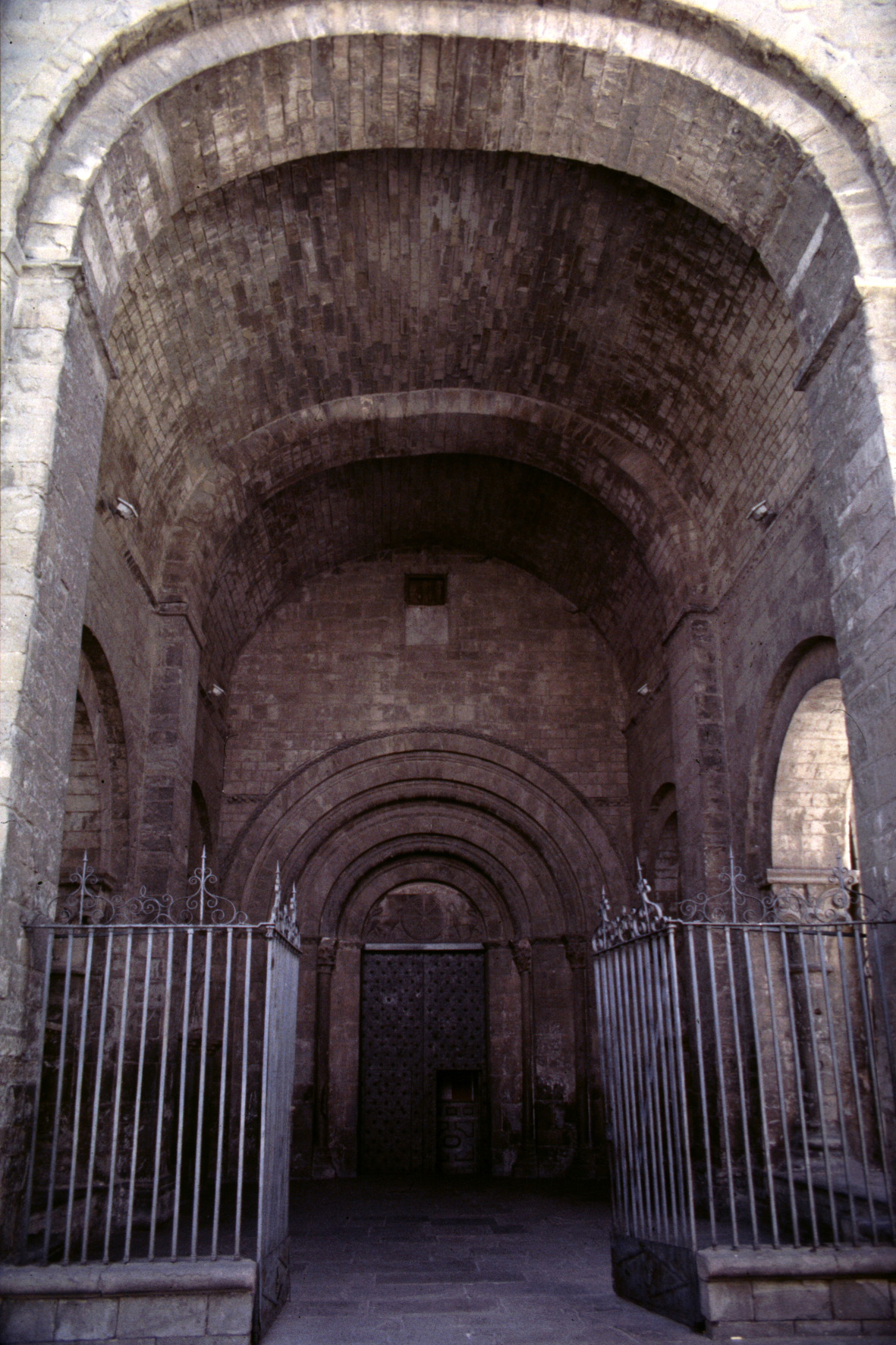
Porta principal

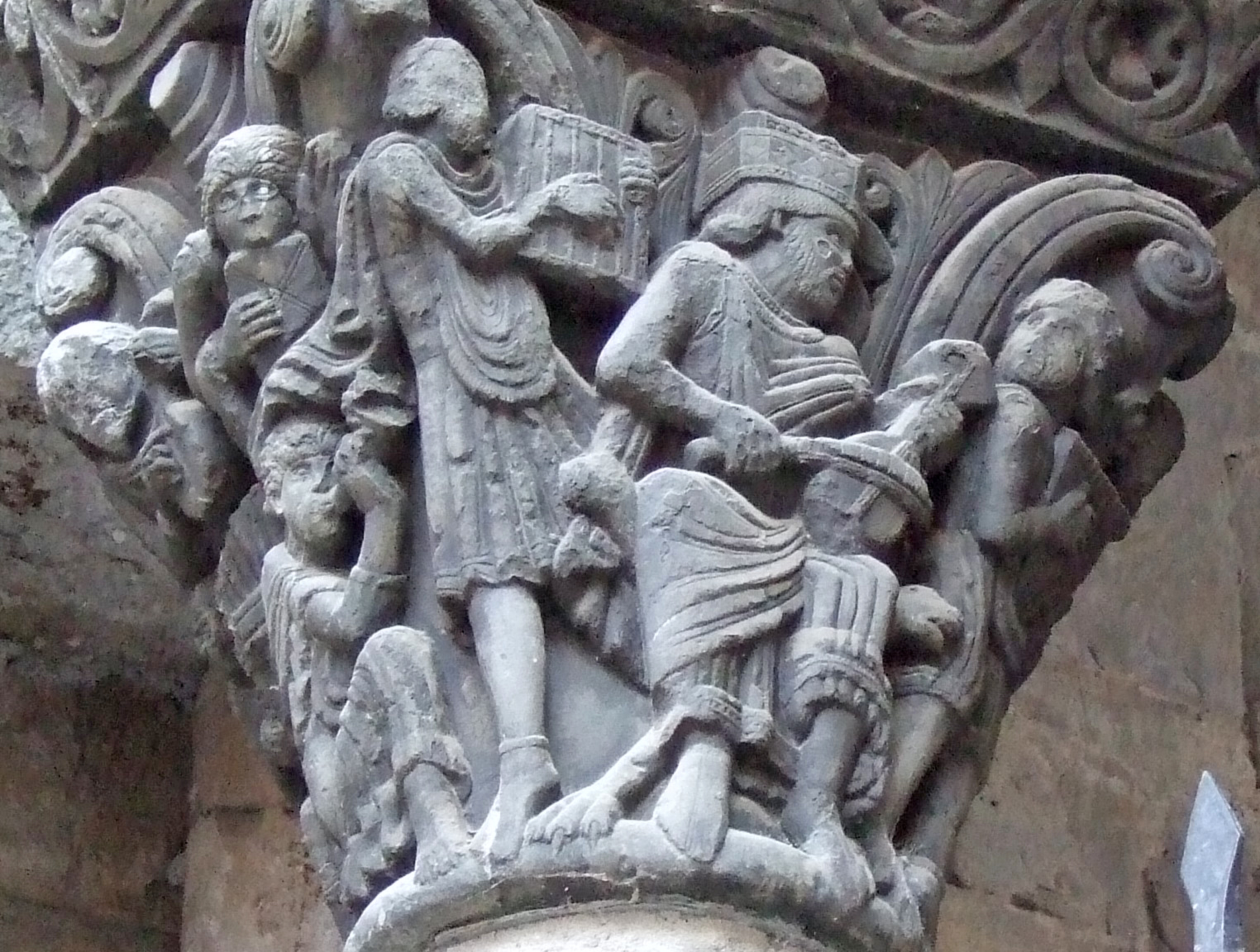
Capitell del rei David amb músics

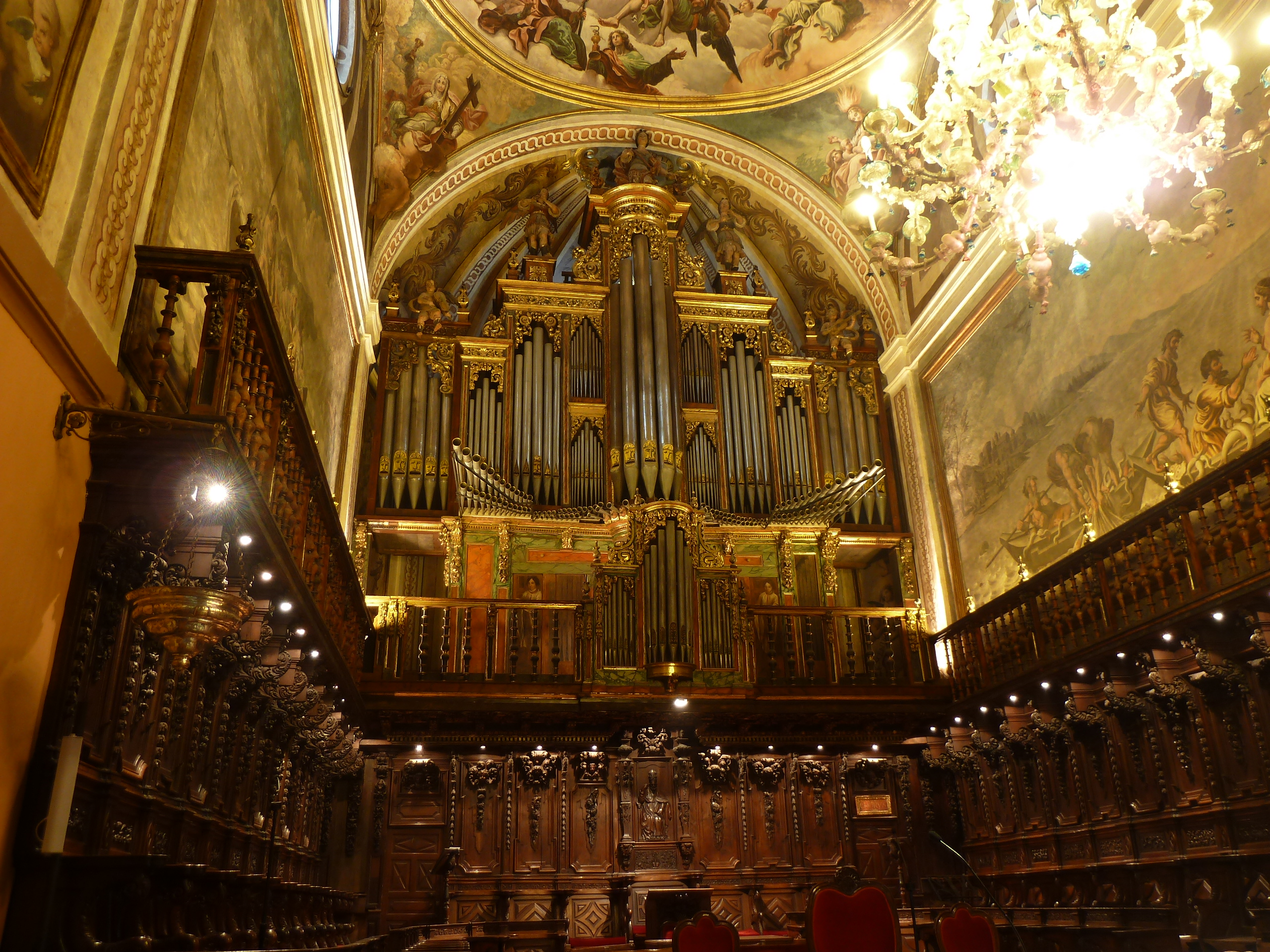
Orgue i cor de l'absis central

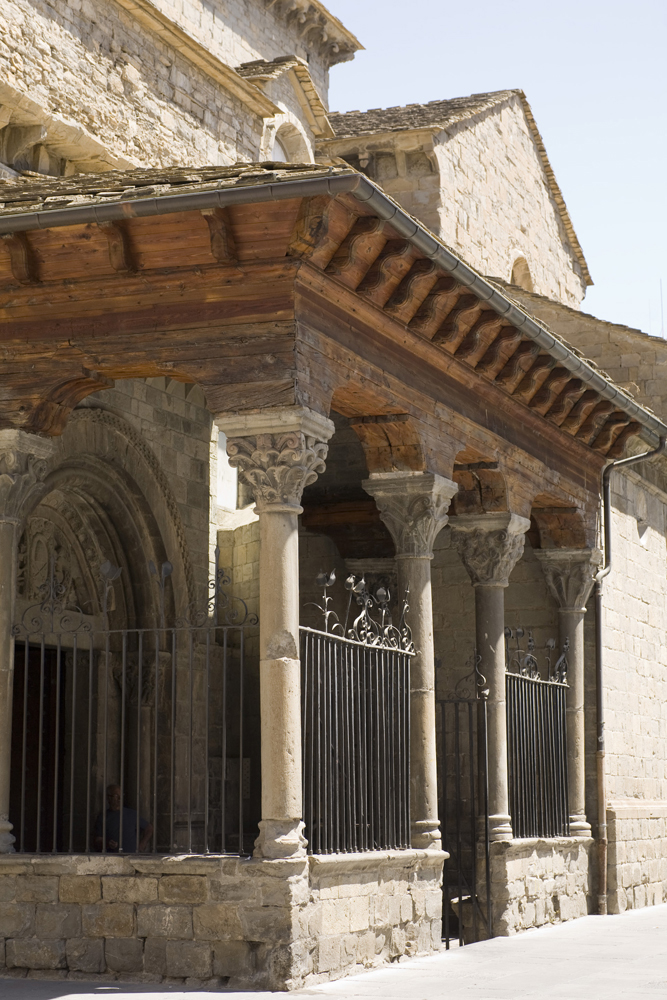
Porta meridional del temple

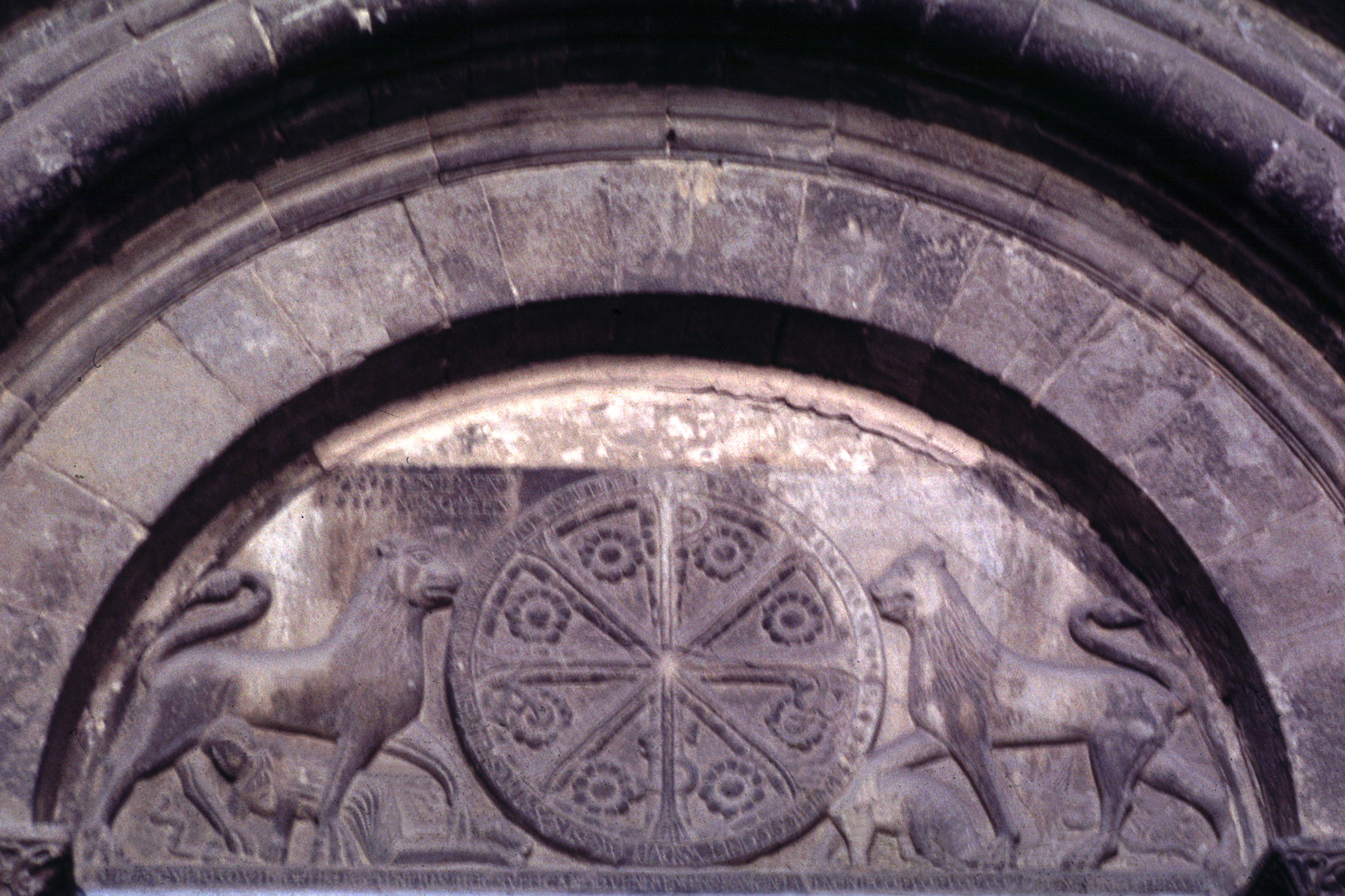
Crismó porta principal

La ciutat de Jaca rep furs de ciutat, pel rei Sancho Ramírez d'Aragó, en 1077, ostentant la capitalitat del regne entre aquest any i 1096 i convertint-se en seu episcopal, la qual cosa fa necessària la construcció d'una catedral. Si bé les dates de la construcció no estan clares, es poden distingir en ella dues etapes. Una primera, podria estar situada entre 1077 i 1082, que correspon al regnat de Sanç Ramírez i el bisbat del seu germà, l'infant García; i una segona entre 1104 i 1130, que es correspon al regnat d'Alfons I el Batallador i Esteve d'Osca com a bisbe.
Després de començar-se la construcció i feta la planta de l'edifici romànic inicial, a poc a poc s'afegiren dependències que eren necessàries per a dur a terme la vida capitular.
Així, a la dècada del 1520 s'inclouen alguns afegits, com les voltes de les naus laterals, del gòtic tardà, i les portades de les noves capelles de San Sebastian, San Agustín, Anunciación i Santa Ana. Posteriorment, ja en el Renaixement, s'afegeixen les capelles de San Miguel i de la Trinitat, ambdues de 1572. En 1598 es construeix la volta de la nau central i s'obren finestrals en ella.
Al segle xvii s'acaba la construcció del retaule i s'emprèn la reconstrucció del claustre, que és substituït per l'actual barroc, acabat a la fi d'aquest segle. En aquest mateix període es construeix la capella de Santa Oròsia, principal element barroc del temple. També a la fi del XVII i durant el segle xviii se substitueix l'absis romànic i s'erigeix un de nou, decorat amb pintures de Manuel de Bayeu, cunyat de Francisco de Goya, entre 1792 i 1793.
Al segle XX es produeix el trasllat del cor a la seva ubicació actual en 1919. El 1931 és declarada Monument Nacional. El 1999 es redactà el Pla Director de la catedral de Jaca, document bàsic per al coneixement i actuació a la Catedral.

## Arquitectura
L'edifici conserva l'estructura i configuració romànica, amb planta basilical, diversos absis, i dos portes d'accés (la de la Plaça de Sant Pere, on antigament hi havia un monestir homònim; i la porta meridional, que al segle xvi se si dota de pòrtic, vinculada a la plaça del Mercat), així com una cúpula.
Només queda de la capçalera romànica primigènia, en un adequat estat de conservació, el meridional, doncs el septentrional es modificà en la seva superfície i haver estat tal afegir-se-li un habitatge.
És en aquest absis meridional on es localitzen els elements arquitectònics que resumeixen el llenguatge característic de l'arquitectura romànica del camí de Sant Jaume, que es difon després per tota la ruta compostel·lana: l'escacat (que discorre en forma d'imposta) i les boles, que estan presents en els suports interiors.
Presenta dues façanes amb dues portes d'accés.
A la façana oest de la catedral hi ha l'atri i la portada, l'arc de la qual de major radi, semicircular, enllaça amb la nau central, de volta de canó, de l'interior del temple. En el timpà d'aquesta façana, la principal de la catedral, hi ha una peça excepcional: el crismó, símbol de la monarquia aragonesa i amb un clar caràcter trinitari i penitent. El crismó, o monograma de Crist, està flanquejat per dos lleons, i a la base d'aquest timpà està escrit: 
"Si vols viure, tu que estàs subjecte a la llei de la mort, veuen suplicant, rebutjant verinosos plaers. Neteja el cor de pecats, per no morir d'una segona mort".
El lleó esquerra per a l'espectador, està amb la boca tancada i sembla acollir de forma paternal a un home que atrapa una serp. A sobre una inscripció aclareix: 
"El lleó sap perdonar al caigut, i Crist a qui li implora".
Mentre el lleó de la dreta per a l'espectador, té la gola oberta, ensenyant les dents i trepitja a un os i un basilisc. També presenta una altra inscripció que diu: 
"El poderós lleó aixafa l'imperi de la mort"
A la façana sud hi ha un altre pòrtic, realitzat al segle xvi amb peces d'altres parts de l'edifici, del claustre en concret, destacant els capitells realitzats pel mestre de Jaca.
En la part superior de l'edifici es troba una espadanya on està el cos de campanes de la Catedral, peça que va ser afegida al segle xvi.

### Interior
La planta del temple és basilical de tres naus (i cinc crugies), de les quals la central és més ampla i alta que les laterals, permetent d'aquesta manera obrir òculs en el mur de la nau central i per sobre de les laterals per il·luminar el seu interior. Les naus se separen amb arcs de mig punt recolzats sobre pilars circulars i cruciformes, que s'alternen, donant lloc a un doble entramat prou singular al nostre país, encara que usual al nord de França i Anglaterra.
Les naus es perllonguen fins als tres absis semicirculars. De major profunditat el central, a causa de la reforma duta a terme al segle xviii (que tractà de solucionar els problemes d'humitat que tenia el temple), la qual cosa va permetre que es col·loqués allí l'orgue i el cor, que estaven als peus de la nau central i que es traslladaren a l'absis, encara que el trasllat es dugué a terme en 1919. La zona del creuer es cobreix amb una singular volta semiesfèrica de planta octogonal sobre trompes. L'interior d'aquesta original coberta està reforçat amb nervadures formades per grans arcs de mig punt que baixen al centre de cadascun dels costats de la base octogonal en sengles permòdols de rotllos de caràcter mossàrab. En època barroca es va obrir la capella de Santa Orosia (patrona de la ciutat), decorada amb cridaneres pintures mostrant la seva vida, martiri i trobada del seu cos. Cal destacar el claustre adossat a l'emmurallat nord de la catedral, que forma part del Museu Diocesà de Jaca, un dels més destacats d'Espanya de pintura romànica; en ell s'aprecien pintures romàniques de l'àmbit jaqués que es trobaven en esglésies com Navasa, Ruesta o Bagües.

### Decoració
La catedral de Jaca, a més de ser referència per la seva arquitectura, ho és quant a la seva rica i variada decoració escultòrica en capitells, mènsules, mètopes, murs i bases.
Els capitells, mènsules i mètopes reben decoració figurada amb escenes de la Bíblia o fins i tot algunes fantàstiques o de la vida quotidiana de gran qualitat procedents d'almenys dues mans diferents, mentre que en els murs o bases és més aviat geomètrica, boles situades en les bases o el conegut "ajedrezado jaqués" que decora gran part de l'edifici. Aquests dos elements originaris de l'art romànic jaqués es poden apreciar al llarg del Camí de Sant Jaume, la qual cosa mostra la influència que va exercir al llarg d'aquesta ruta de pelegrinatge.
En la porta lateral de la catedral hi ha tallat el patró d'una unitat de mesura denominada vara jaquesa (mesura de l'època medieval equivalent a 77 cm). Aquesta unitat s'utilitzava durant l'edat mitjana al mercat a la plaça de la catedral per mesurar longituds, i aquesta unitat mètrica va ser usada en tot Aragó.

## Referències

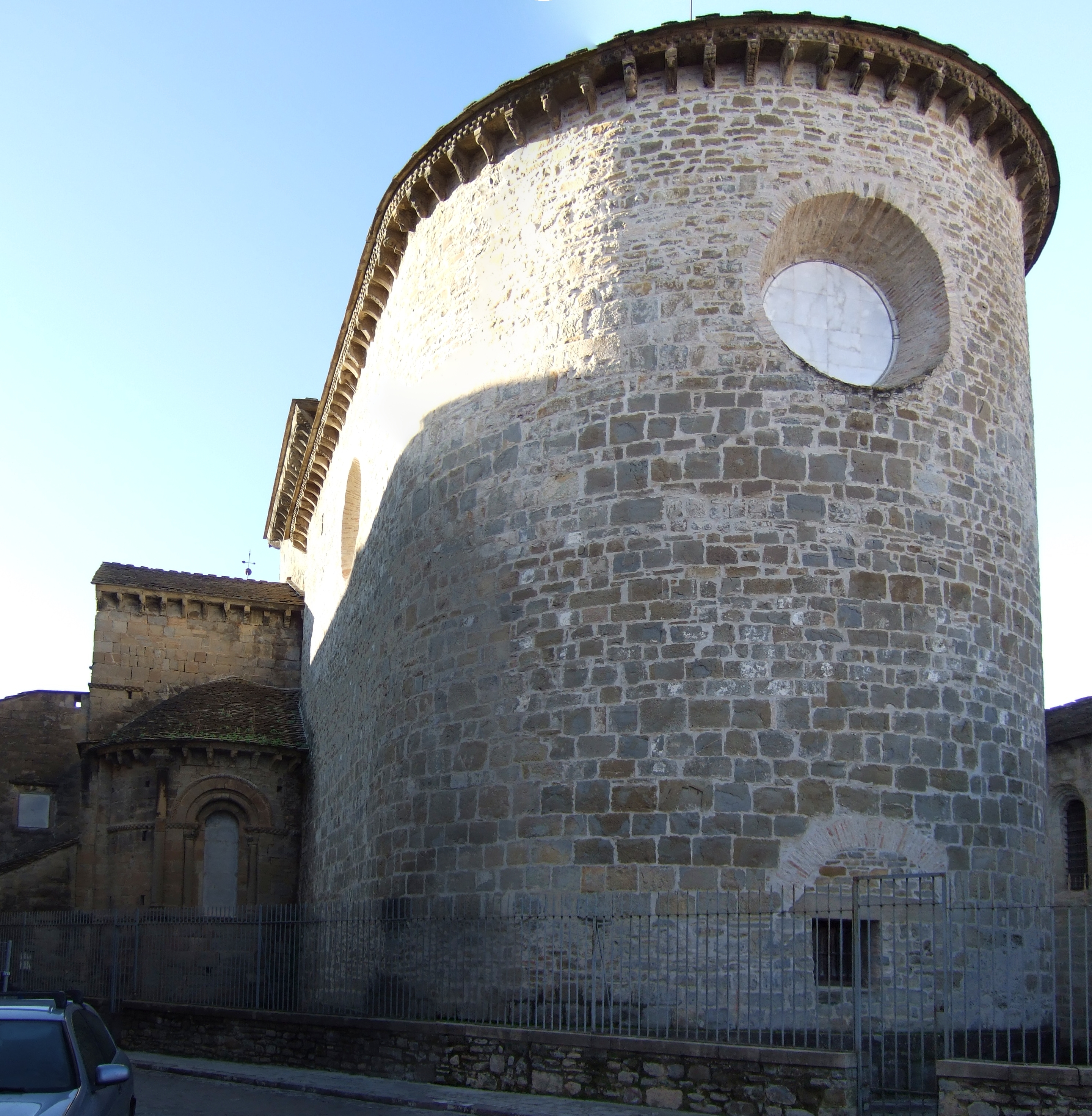
Vista dels absis
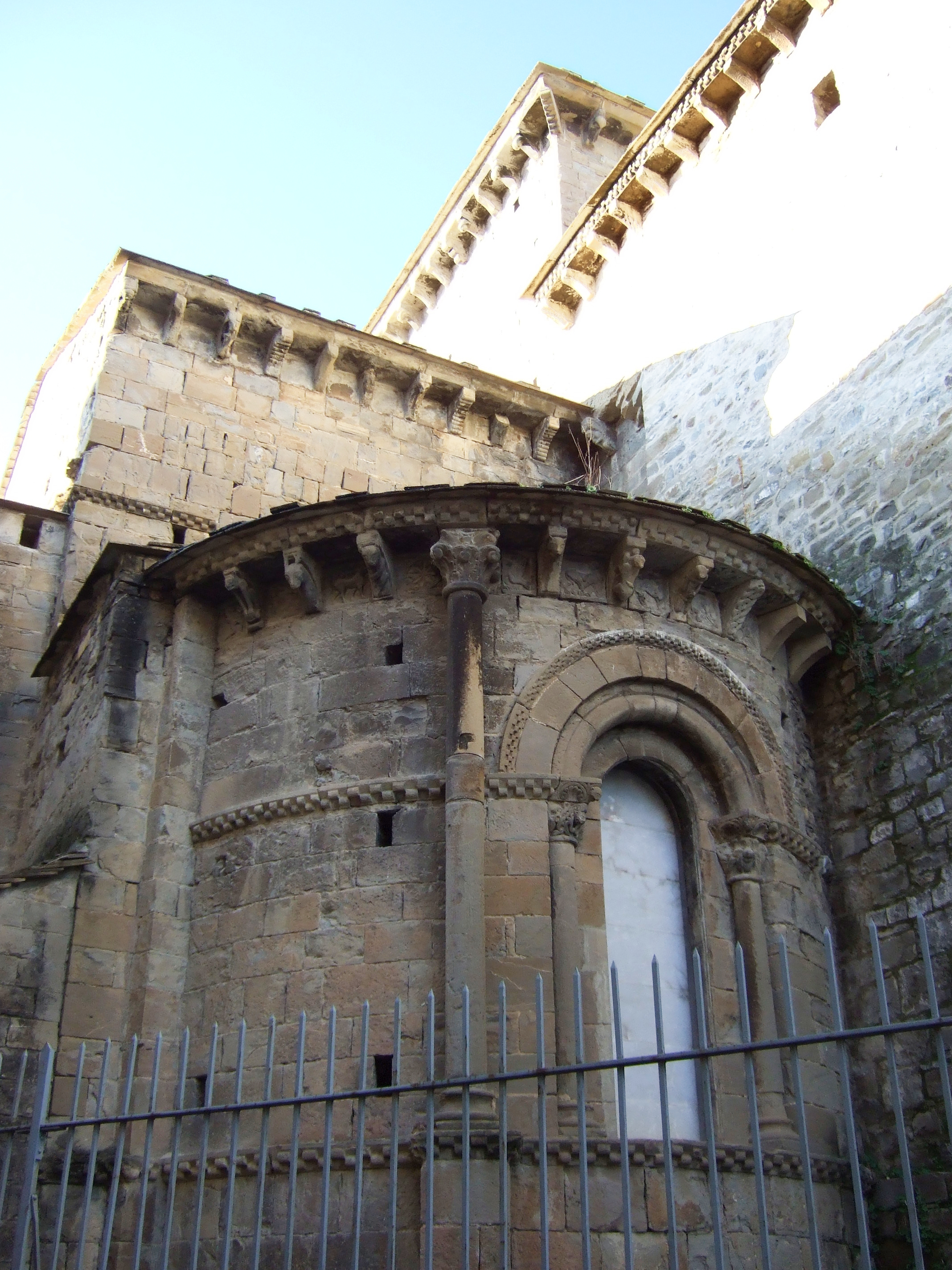
Absis meridional
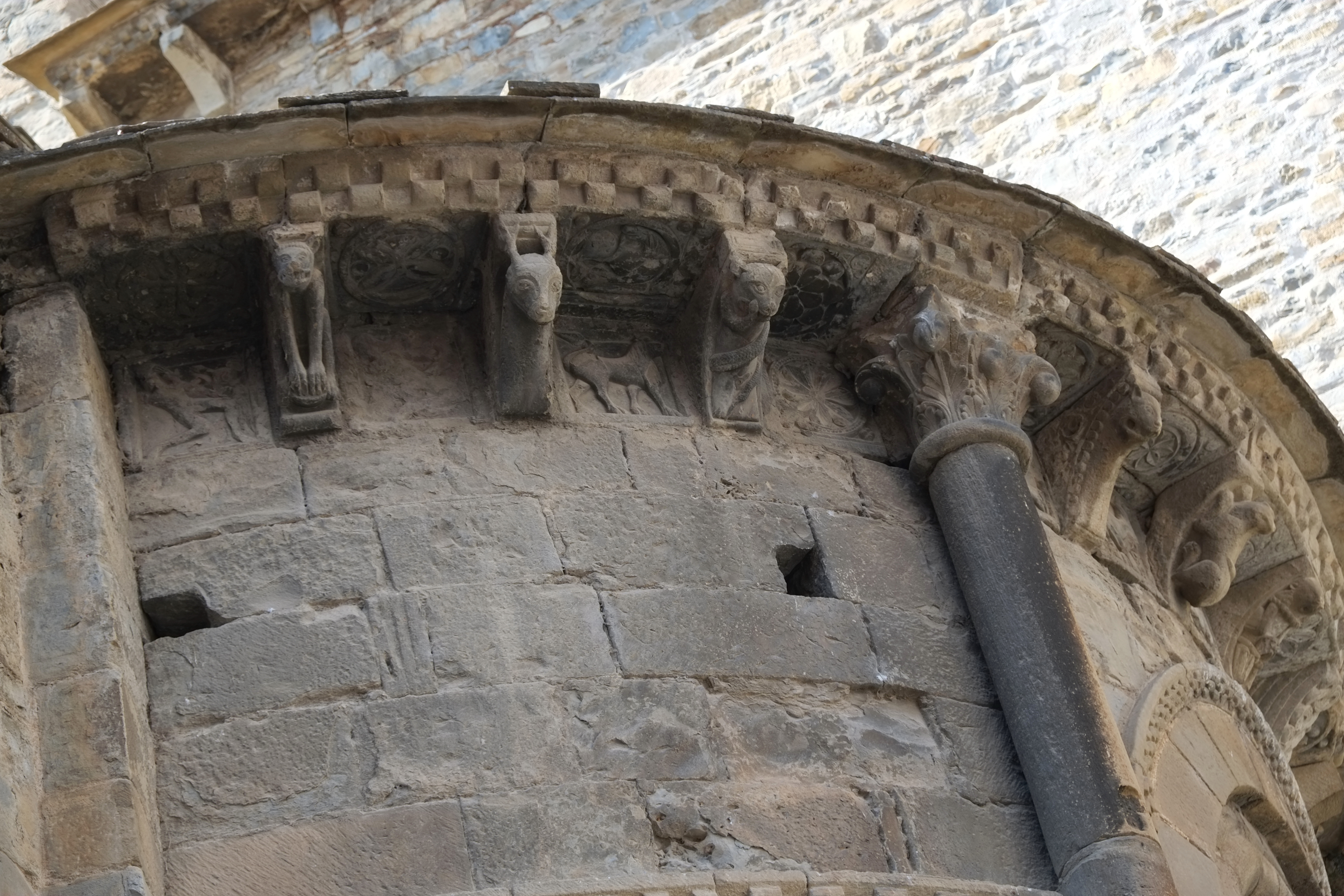
Detall decoració absidiola meridional
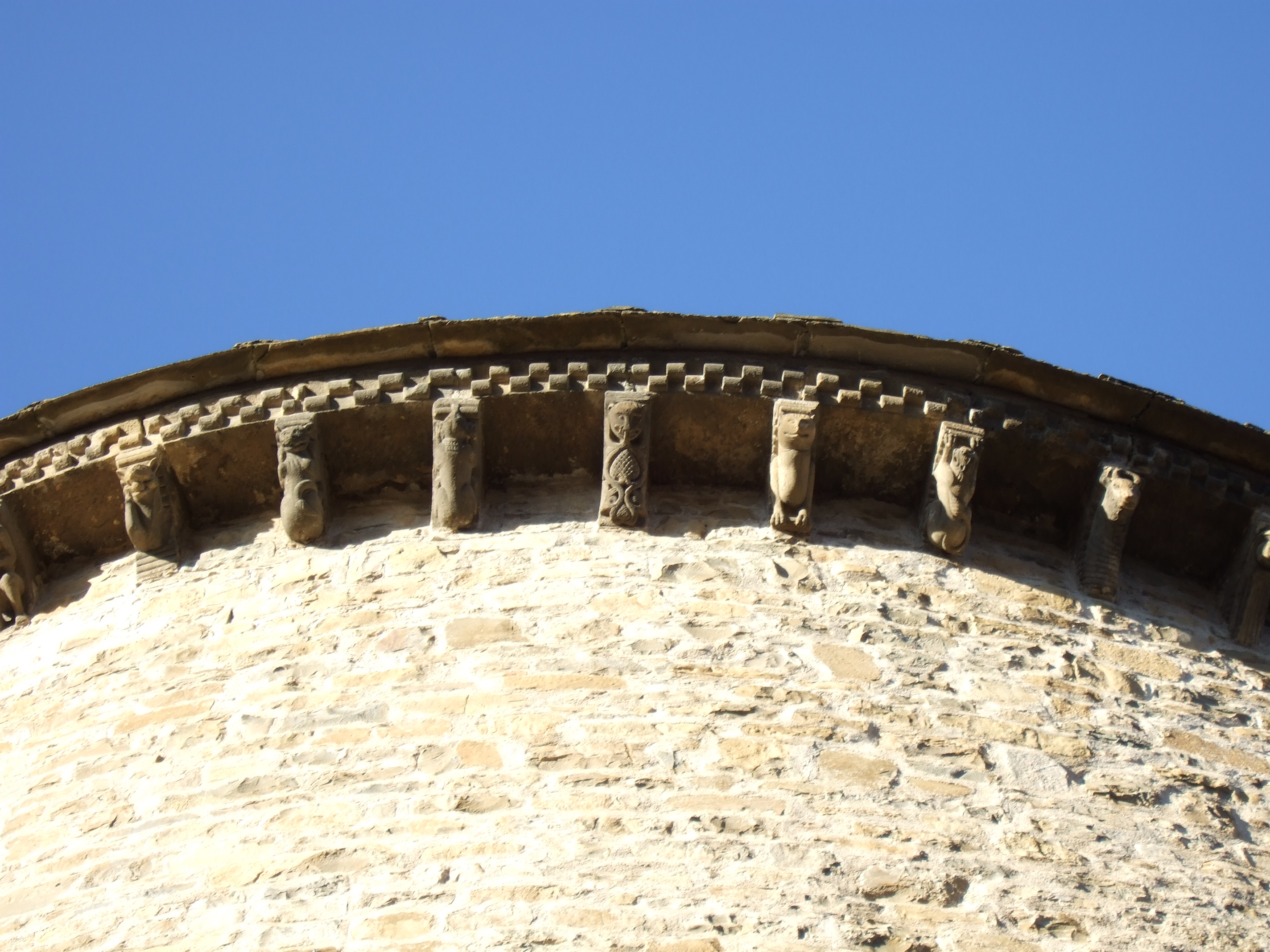
detall decoració absis central
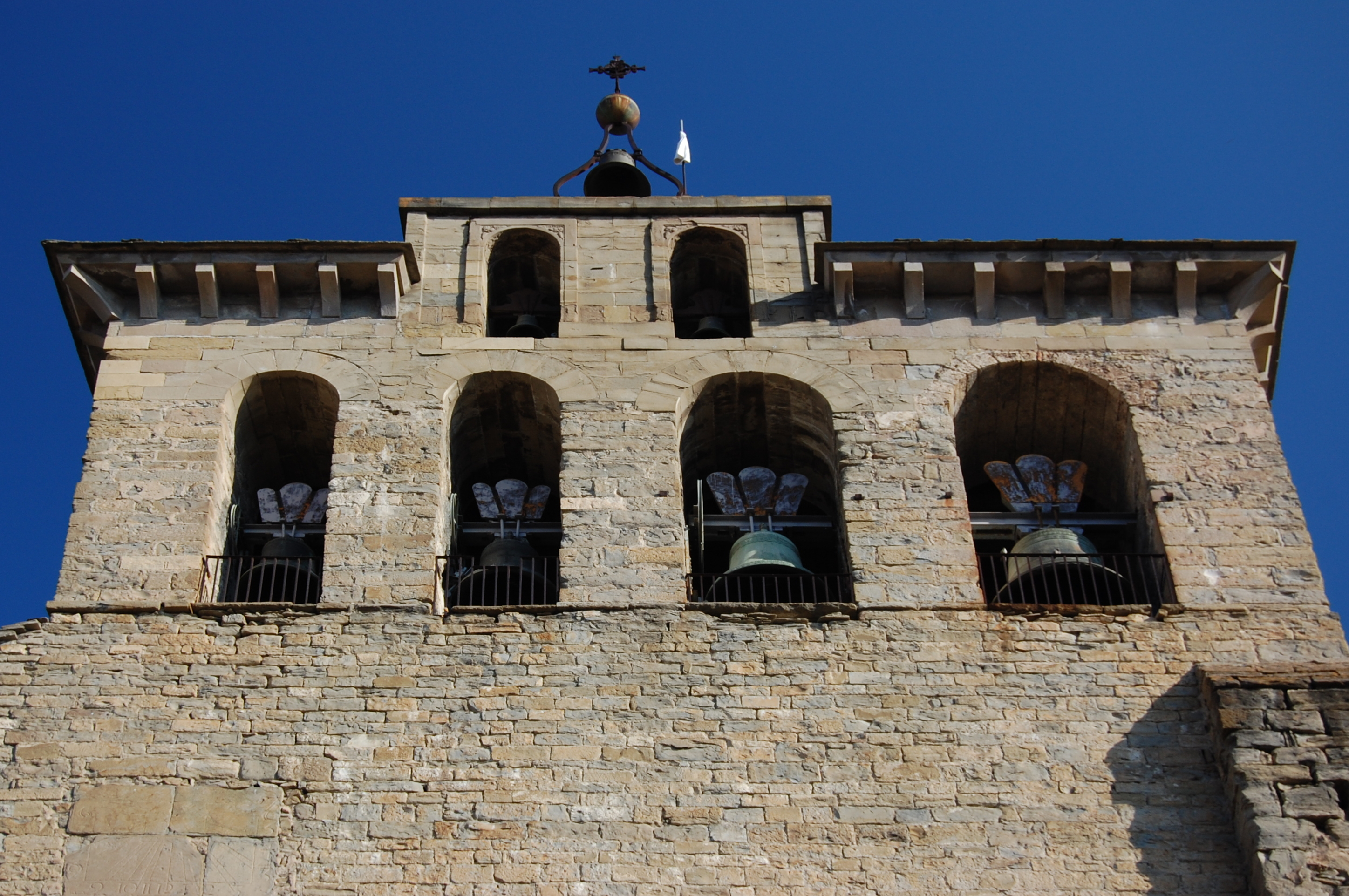
Campanar de la catedral
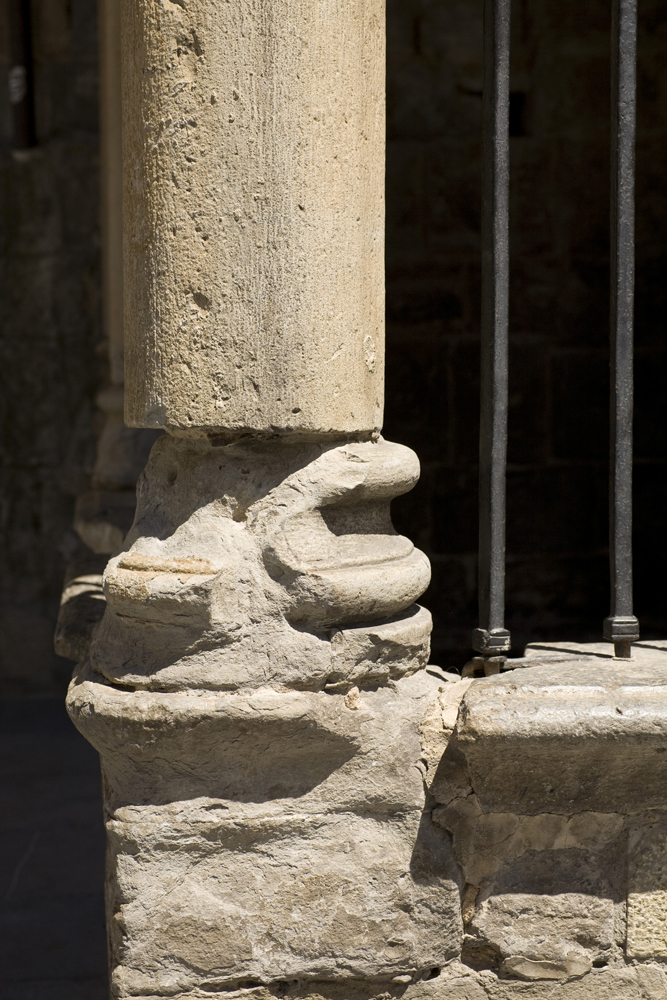
Detall decoració columnes de la porta sud
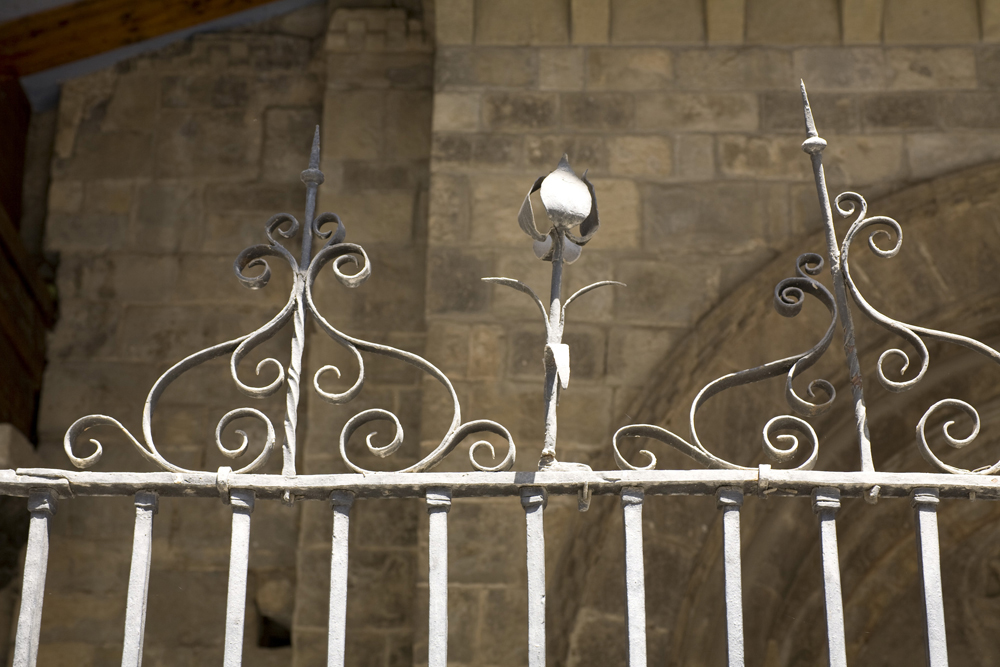
Detall reixa de la porta sud
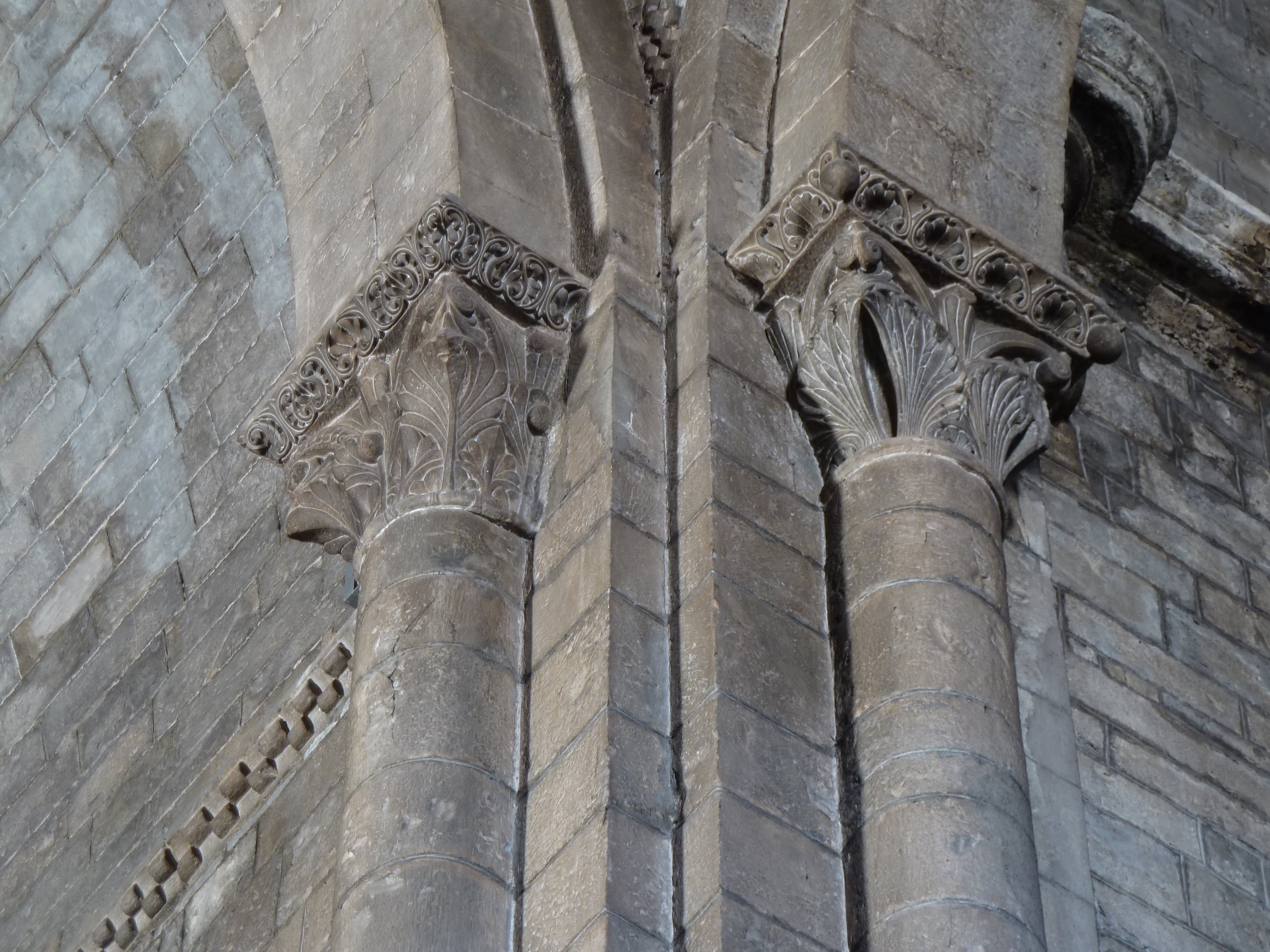
Detall capitell interior
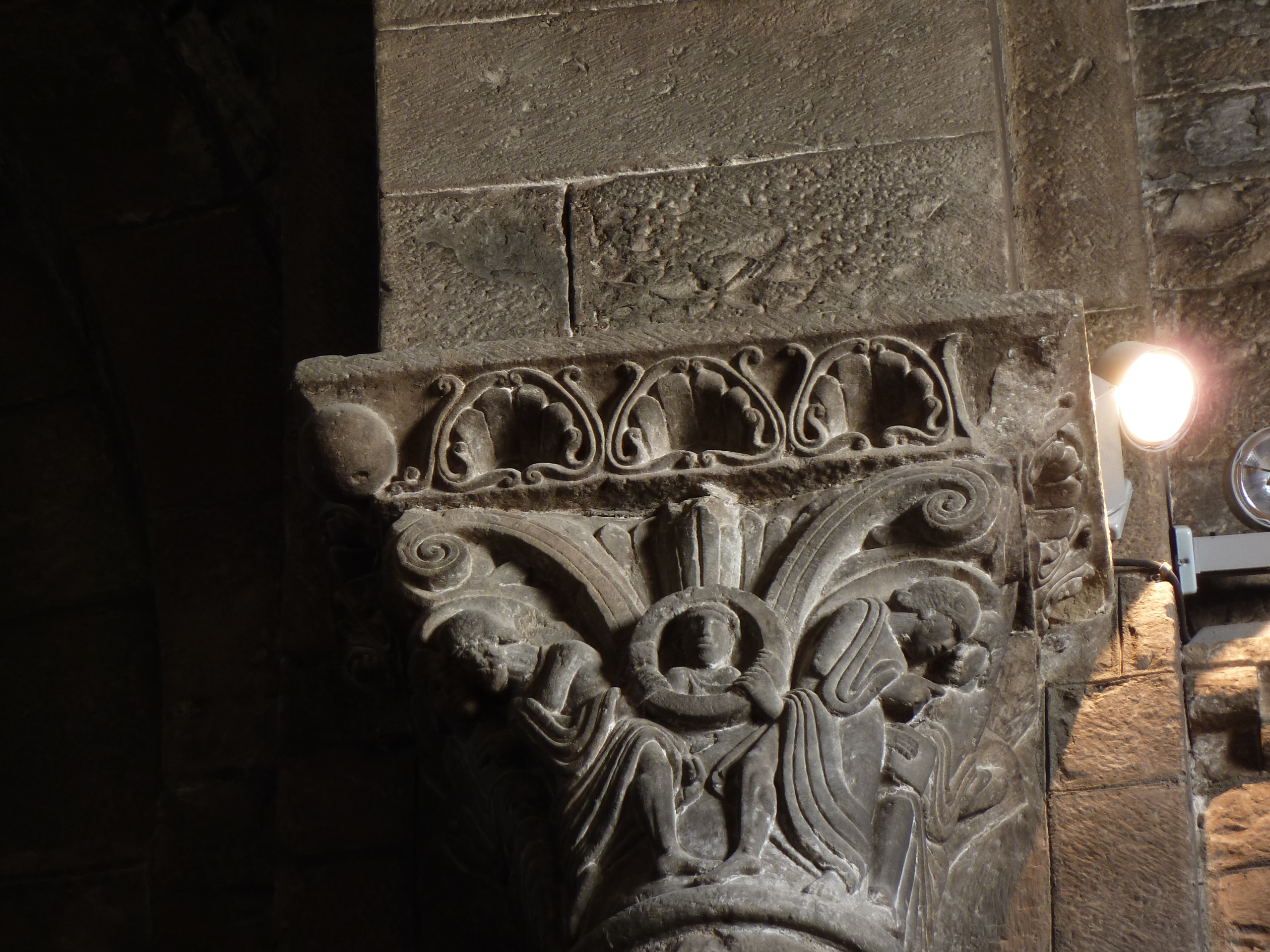
Detall capitell interior
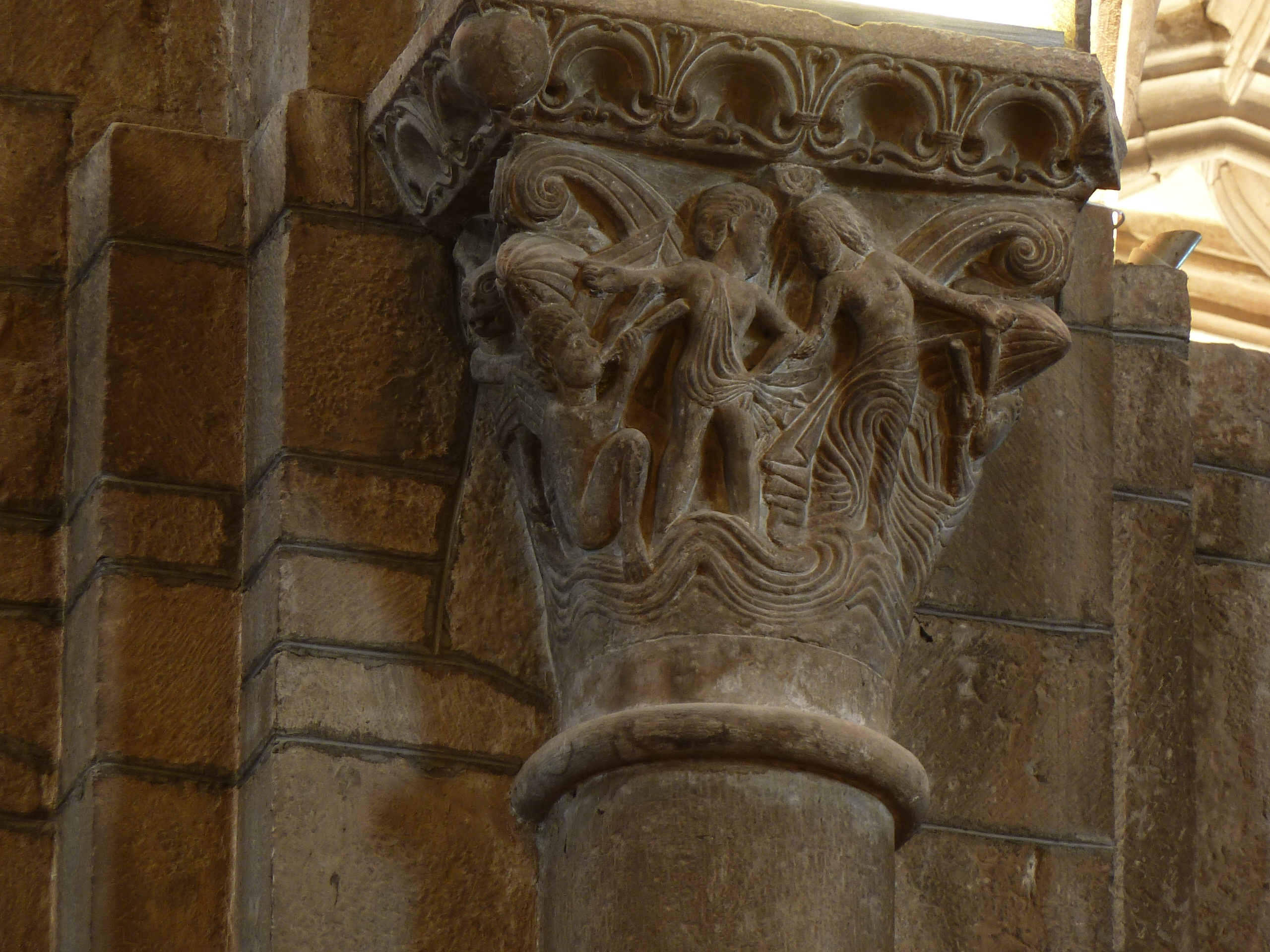
Detall capitell interior
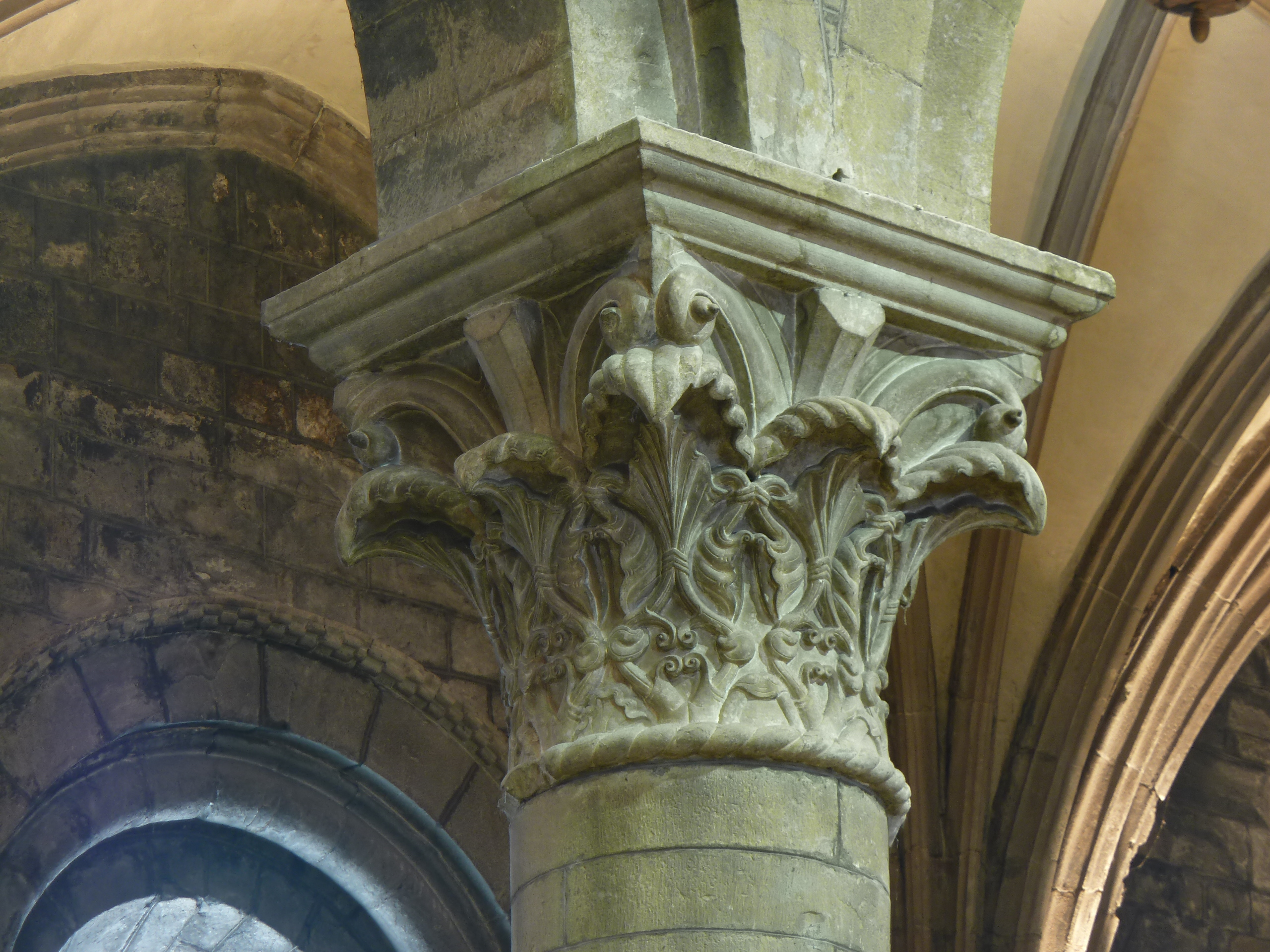
Detall capitell interior
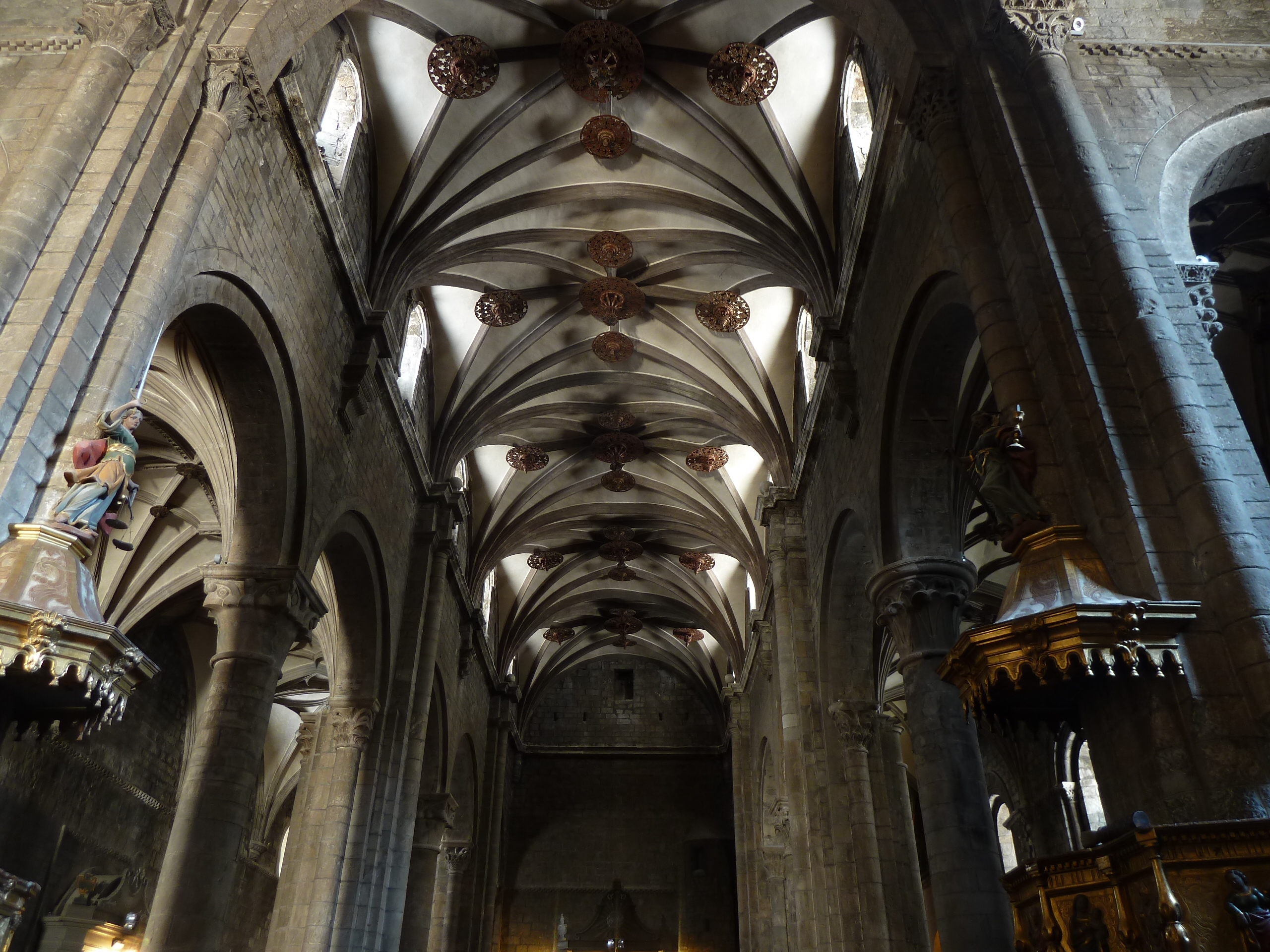
Nau central
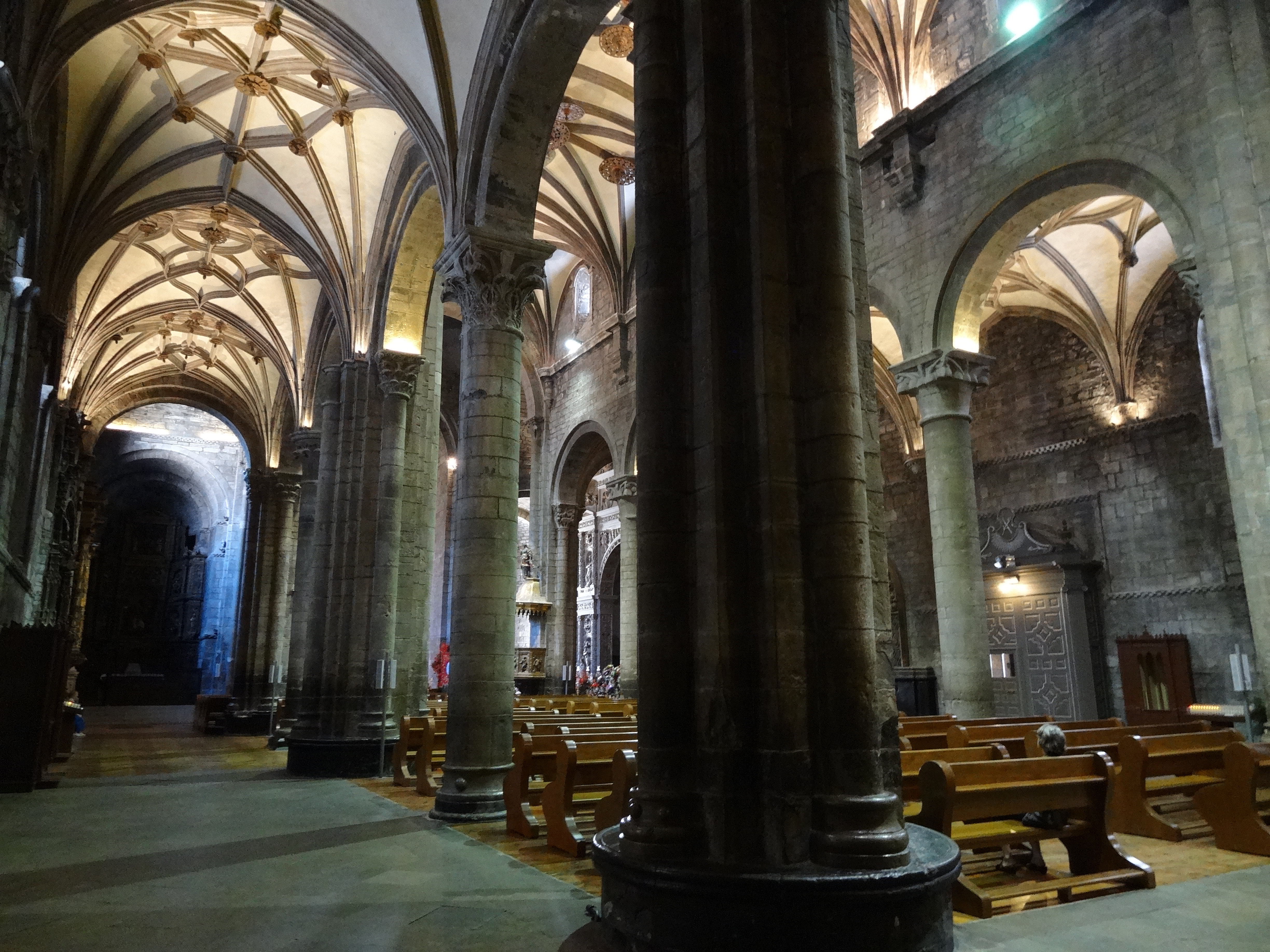
Detall de les voltes de les naus
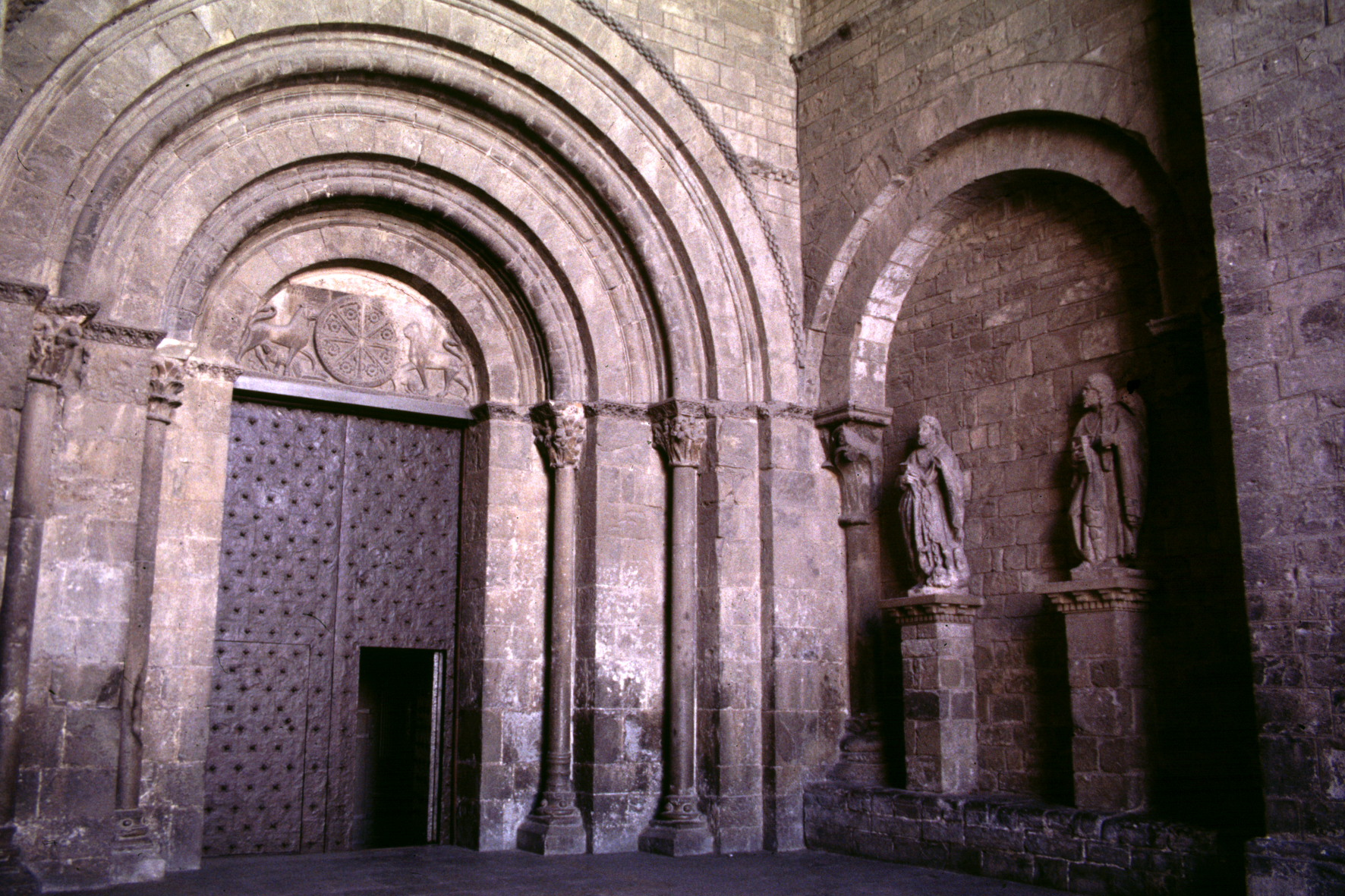
Detall porta principal